# غاري بيرنستاين
غاري بيرنستاين (بالإنجليزية: Gary Bernstein)‏ هو مصور أمريكي، ولد في 1947 في واشنطن العاصمة في الولايات المتحدة.